# Ramelsloh

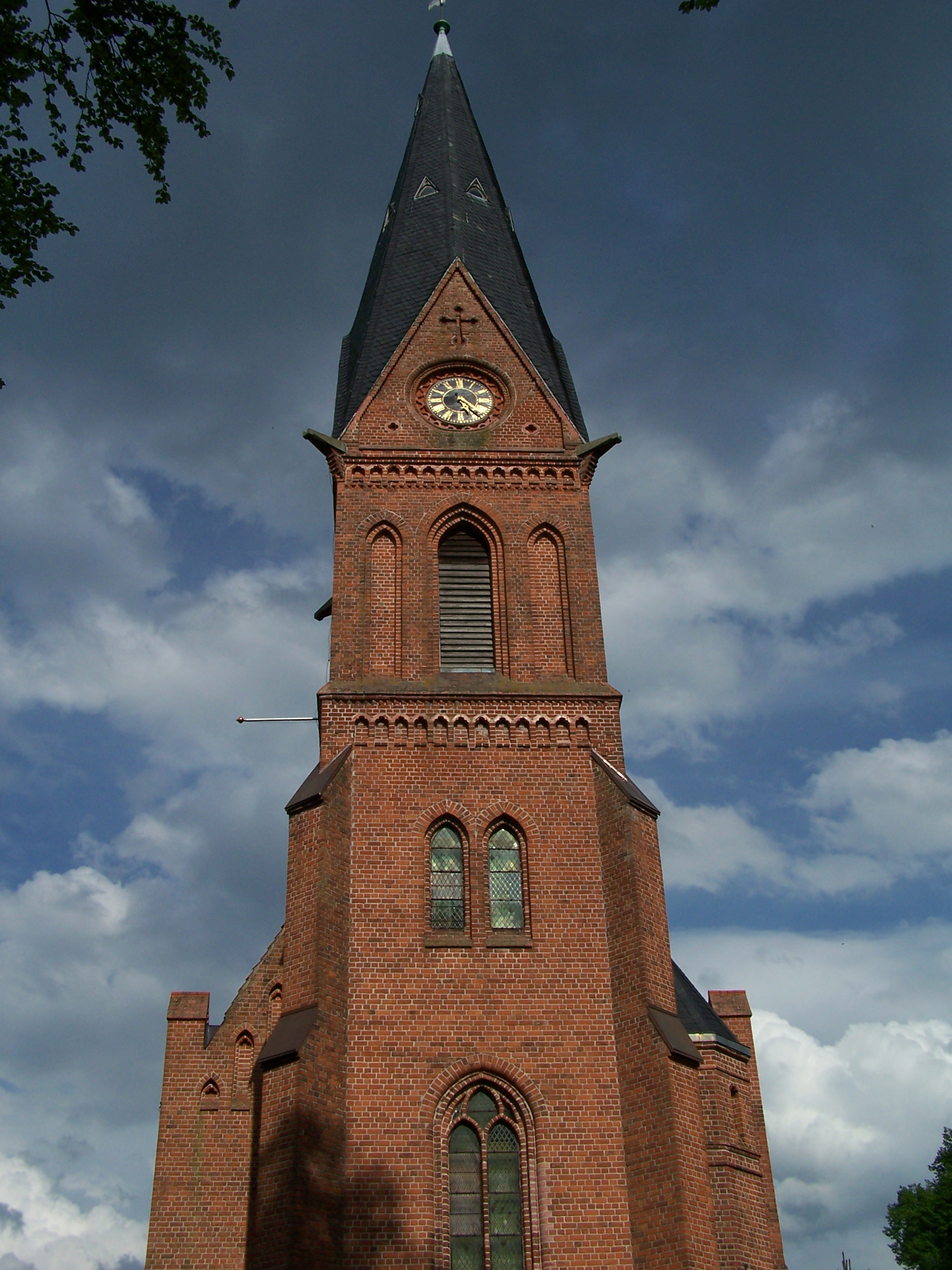
Kościół kolegiacki w Ramelsloh

Ramelsloh – miejscowość w gminie Seevetal w powiecie Harburg w niemieckim kraju związkowym Dolna Saksonia. Należy do gminy Seevetal od 1 lipca 1972 roku. Ramelsloh liczy 1 711 mieszkańców (30.06.2008) i jest średniej wielkości miejscowością gminy.

## Historia
Ramelsloh należy do najstarszych miejscowości gminy i w ogóle północnych Niemiec. Pierwszą wzmiankę datuje się na rok 845, kiedy to biskup hamburski Ansgar w ucieczce przed pustoszącymi Hamburg wikingami schronił się w odległym o 30 km na południe od Hamburga dzisiejszym Ramelsloh. Tutaj założył on średniowieczną kolegiatę. Dzisiejszy budynek kościoła pochodzi z drugiej połowy XIX wieku.

## Komunikacja
Ramelsloh ma bardzo dobre połączenie komunikacyjne z Hamburgiem za sprawą autostrady A7, z której na węźle Seevetal-Ramelsloh tak samo dobrze dociera się do Ramelsloh, jak i do leżącego po drugiej stronie autostrady Ohlendorfu. Granicą między obydwoma miejscowościami jest właśnie autostrada A7.
W Ramelsloh jest teren przemysłowy i małe centrum handlowe ze sklepem Edeki.